# Leninprisen
 Ikke at forveksle med Lenins fredspris og Leninordenen.
Leninprisen (russisk: Ленинская премия, Leninskaja premija) var en af Sovjetunionens fornemmeste priser givet indenfor videnskab, litteratur, kunst, arkitektur og teknologi. Den blev oprindelig indstiftet den 23. juni 1925 og tildelt frem til 1934. Fra 1935 og indtil 1956 blev Leninprisen ikke uddelt, da den i hovedtræk var blevet erstattet af Stalinprisen. Leninprisen blev genindstiftet den 15. august 1956 og blev uddelt hvert lige år indtil 1990. Tildelingsceremonien blev afholdt den 22. april på Vladimir Lenins fødselsdag.
Leninprisen er forskellig fra Lenins fredspris, der blev givet til udlændinge for deres bidrag til den internationale fred.
Den 23. april 2018, 150 år efter Lenins fødsel, genintroducerede lederen af Uljanovsk oblast Leninprisen for udmærkelser inden for humaniora, litteratur og kunst.

## Udvalgte modtagere
- Nikolaj Vavilov (1926, botanik)
- Andrej Sakharov (1956, fysik)
- Sergej Prokofjev (1957, musik, posthumt)
- Dmitrij Sjostakovitj (1958, musik)
- Nikolaj Bogoljubov (1958, fysik)
- Aleksandr Mikhajlovitj Prokhorov (1959, fysik)
- Mikhail Sjolokhov (1960, litteratur, for Stille flyder Don)
- Svjatoslav Richter (1961, pianist)
- Mikhail Kalasjnikov (1964 for AK-47 riflen)
- Andrej Nikolajevitj Tikhonov (1966, matematik)
- Aleksej Aleksejevitj Abrikosov (1966, fysik)
- Pavel Sukhoj (1968, flykonstruktion)
- Vasilij Sjuksjin (1976, film)
- Andrej Tarkovskij (1990, film)